# Cementerio del Sur (Asunción)
El Cementerio del Sur es un cementerio abierto al público ubicado en el barrio Obrero de Asunción, Paraguay. Cuenta con 9.000 lotes, 4.000 panteones y ocupa una superficie de 6 hectáreas (15 acre), siendo así el tercer cementerio más grande de la ciudad de Asunción, solo por detrás del Cementerio de la Recoleta y el Cementerio del Este.
En el Cementerio del Sur se encuentran las tumbas de algunos personajes importantes de la historia del Paraguay.

## Historia
Anteriormente en lo que hoy es el Parque Carlos Antonio López del barrio Sajonia existió el Cementerio del Mangrullo, el cual estuvo activo desde 1869 hasta 1919, sirviendo inicialmente como cementerio para los soldados brasileños caídos durante la Guerra de la Triple Alianza y posteriormente utilizado por la población civil paraguaya. Con el crecimiento de la ciudad de Asunción fue necesario la creación de un nuevo cementerio en una zona más alejada, para esto el gobierno paraguayo adquirió las tierras de Higinio Uriarte para la creación del Barrio Obrero y reservó 7 hectáreas para la creación de este cementerio, que por su ubicación fue llamado "Cementerio del Sur".
El Cementerio del Sur comenzó a funcionar desde el 1 de enero de 1919 y desde entonces se ha convertido en una gran Necrópolis de esta zona de la ciudad.

## Cementerio ruso
Dentro del Cementerio del Sur en una sección se encuentra el conocido como "Cementerio Ruso", donde descansan los restos de varios oficiales y soldados de esa nacionalidad que sirvieron en el ejército paraguayo durante la Guerra del Chaco (1932-1935).

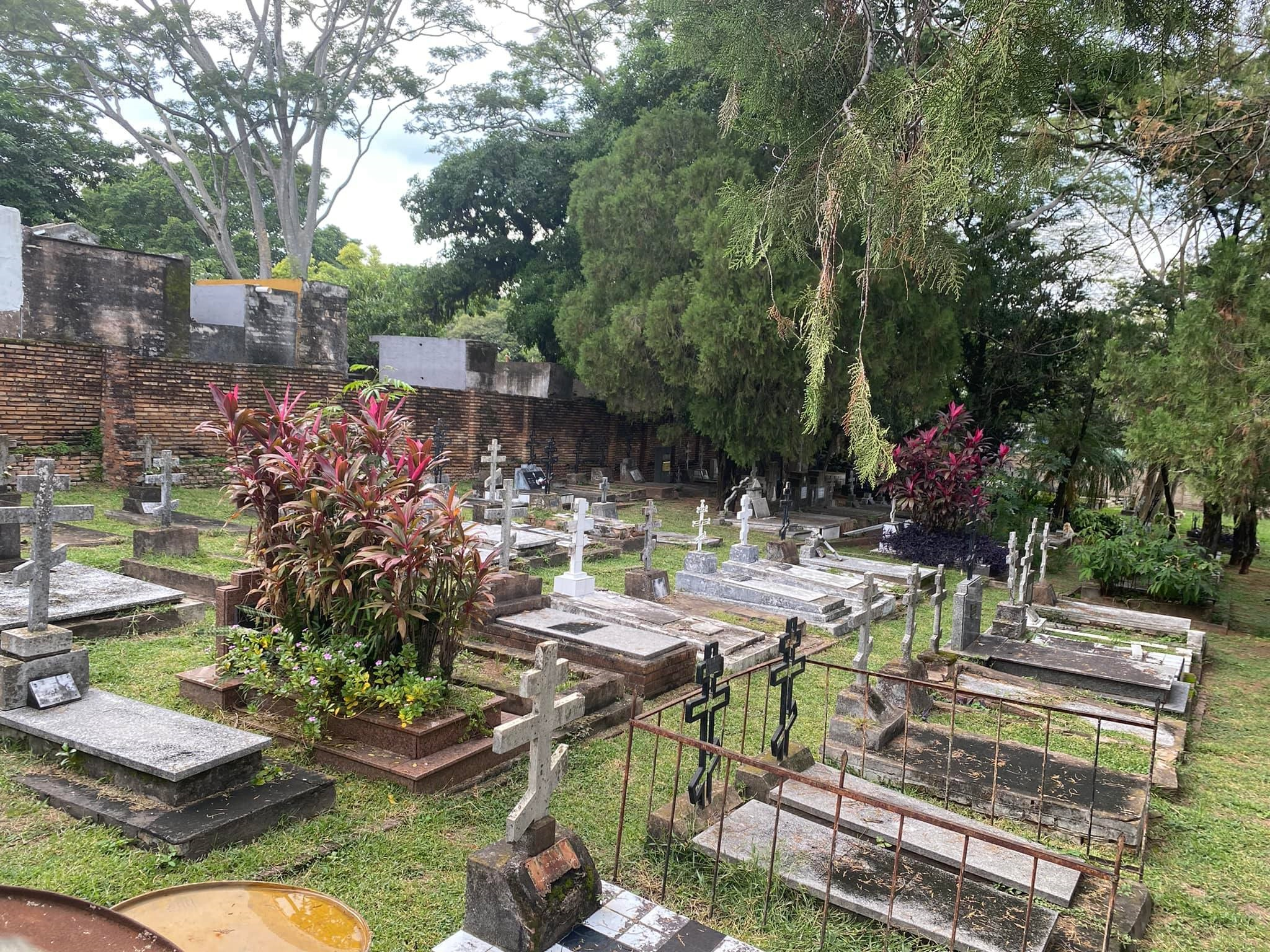
Cementerio Ruso dentro del Cementerio del Sur.

## Personajes ilustres
Algunos personajes destacados que se encuentran enterrados en este cementerio son:
- Rubén Vysokolán (actor paraguayo de teatro y televisión)[18][19][20]